# Serra de Casampons
La Serra de Casampons és una serra situada al municipi de Berga a la comarca del Berguedà, amb una elevació màxima de 833 metres.
Grafiat de diferents maneres, com ara Casa en Ponç. Anomenat també Cal Ponç. Es troba al sud-est de Berga que pren el nom de la casa de Casampons (Casa d'en Ponç), l'actual nº 11 del Carrer de Pere Comes.
La vessant nord s'ha urbanitzat i forma un dels barris de Berga. L'any 1959 s'hi excavà el jaciment arqueològic d'els Forns de Casampons.